# Канта, Бертран
Бертран Канта (фр. Bertrand Cantat; род. 5 марта 1964, По, Франция) — музыкант, поэт, лидер и вокалист французской рок-группы Noir Désir.

## Биография
Будучи во главе группы Noir Désir, Бертран Канта стал одной из самых выдающихся фигур во французской музыке 1990-х годов.
Следуя своим левым политическим взглядам, он выступал, среди прочего, против глобализации, фашизма, опустынивания городской местности в Бордо и вторжения в Ирак в 2003.

## Убийство Мари Трентиньян
В ночь на 27 июля 2003 года в гостинице Вильнюса произошёл конфликт между Бертраном Канта и его спутницей — известной французской актрисой Мари Трентиньян (дочерью актёра Жана-Луи Трентиньяна), с которой он был в любовных отношениях уже полтора года. Бертран нанес Мари жестокие побои, в том числе многочисленные удары в лицо, в результате которых она впала в кому и, не приходя в сознание, 1 августа скончалась во французской клинике в Нёйи от отёка мозга, вызванного тяжёлой травмой головы.
Смерть известной актрисы вызвала всплеск эмоций во Франции. Канта был помещён под стражу литовской тюремной больницы. Надин Трентиньян, мать Мари, активно требовала сурового приговора Бертрану. Друзья же Канта утверждали, что он был не в себе и не намеревался причинить вреда. В марте 2004 года его приговорили к 8 годам тюремного заключения. Сначала поступила апелляция от семьи Мари, затем от Бертрана Канта, но обе стороны в конце концов решили отозвать свои апелляции, и таким образом вердикт о 8 годах заключения явился окончательным. По просьбе своих адвокатов Канта был переведён из литовской тюрьмы в тюрьму близ Мюре (Франция) 28 сентября 2004.
Дом Канта в Ландах был подожжён 11 сентября 2003 года. Многие подозревают, что это связано со смертью Мари Трентиньян.
16 октября 2007 года Канта был досрочно освобождён.

## Личная жизнь
Женился на Кристине Ради в 1997 году; в браке родились двое детей: сын Мило (род. 1997) и дочь Алиса (род. 2002). 
10 января 2010 года Кристина Ради повесилась. Её труп обнаружил сын, вернувшись из школы. Сам Канта в это время спал в соседней комнате и ничего не слышал.